# Breiðdalsvíks flygplats
Breiðdalsvíks flygplats är en flygplats i republiken Island. Den ligger i den östra delen av landet, 400 km öster om huvudstaden Reykjavik. Breiðdalsvíks flygplats ligger 1 meter över havet.